# District de Wels-Land
Le district de Wels-Land est une subdivision territoriale du Land de Haute-Autriche en Autriche.

## Géographie

### Lieux administratifs voisins
|  |  |  |
|  |  |  |
|  |  |  |

## Communes
Le district de Wels-Land est subdivisé en 24 communes :
- Aichkirchen
- Bachmanning
- Bad Wimsbach-Neydharting
- Buchkirchen
- Eberstalzell
- Edt bei Lambach
- Fischlham
- Gunskirchen
- Holzhausen
- Krenglbach
- Lambach
- Marchtrenk
- Neukirchen bei Lambach
- Offenhausen
- Pennewang
- Pichl bei Wels
- Sattledt
- Schleissheim
- Sipbachzell
- Stadl-Paura
- Steinerkirchen an der Traun
- Steinhaus
- Thalheim bei Wels
- Weisskirchen an der Traun